# Aishwarya Rai

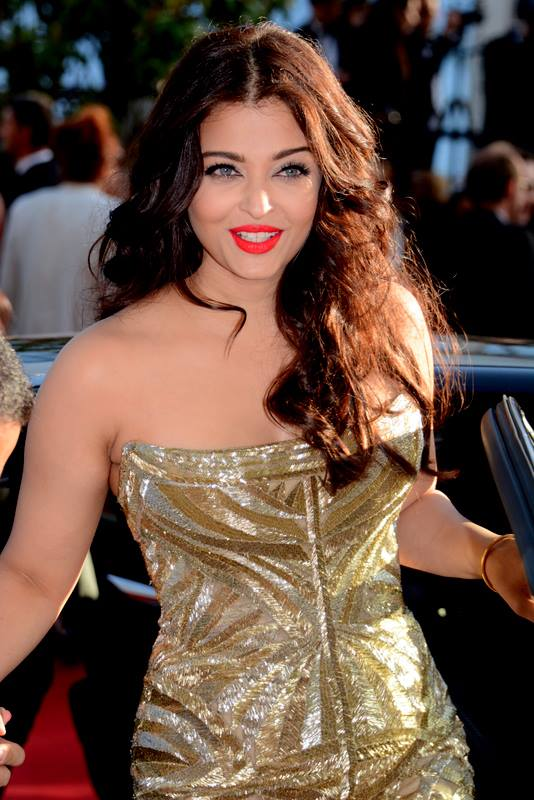
Aishwarya Rai na festivalu v Cannes 2014

Aishwarya Rai [ešvarija ráj], provdaná Aishwarya Rai Bachchan (hindsky: ऐश्वर्या राय; * 1. listopadu 1973 Mangalúru, Karnátaka) je indická herečka, zpěvačka, tanečnice a modelka. Roku 1994 vyhrála soutěž Miss World. Poté pracovala jako modelka například pro značky Coca-Cola, Palmolive a Casio.

## Herecká kariéra
Herectví se věnuje od roku 1997, kdy debutovala v kollywoodském snímku Iruvar, v témže roce ale vystupovala i ve filmu ...Aur Pyaar Ho Gaya, který vznikl v indickém bollywoodu, po něm pak následovaly další úspěšné bollywoodské a kollywoodské snímky.
Kromě hindštiny hraje i v angličtině, od roku 2004 vystupuje i v evropských a hollywoodských filmech. Její první anglicky mluvenou rolí byl snímek Moje velká indická svatba.

## Osobní život
18. dubna 2007 se provdala za bollywoodského herce Abhisheka Bachchana. V roce 2011 se jim narodila dcera.

## Filmografie
- 1997 Iruvar, režie Mani Ratnam
- 1997 Iddaru, režie Mani Ratnam

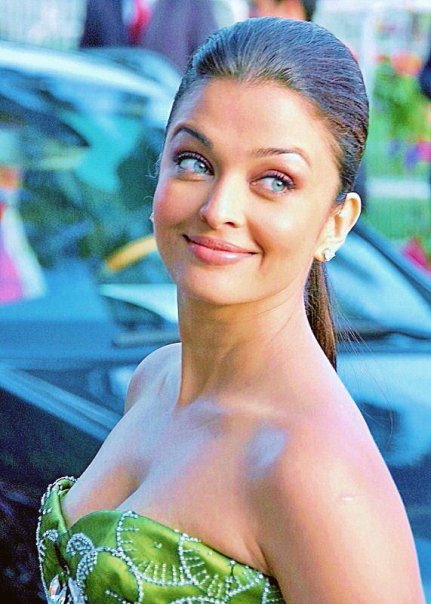
Aishwarya Rai na festivalu v Cannes 2008

- 1997 Aur Pyar Ho Gaya, režie Rahul Rawail
- 1998 Jeans, režie S. Shankar
- 1999 Hum Dil De Chuke Sanam, režie Sanjay Leela Bhansali
- 1999 Aa Ab Laut Chalen, režie Rishi Kapoor
- 1999 Taal, režie Subhash Ghai
- 1999 Ravoyi Chandamama, režie Jayant Paranji
- 2000 Mela, režie Dharmesh Darshan
- 2000 Hamara Dil Aapke Paas Hai, režie Satish Kaushik
- 2000 Mohabbatein, režie Aditya Chopra
- 2000 Dhai Akshar Prem Ke, režie Raj Kanwa
- 2000 Josh, režie Mansoor Khan
- 2000 Kandukondain Kandukondain, režie Rajiv Menon
- 2000 Sanam Tere Hain Hum, režie Jayant Paranji
- 2001 Albela, režie Deepak Sareen
- 2002 Devdas, režie Sanjay Leela Bhansali
- 2002 Hum Kisise Kum Nahin, režie David Dhawan
- 2002 Hum Tumhare Hain Sanam, režie K.S. Adiyaman
- 2002 23rd March 1931 : Shaheed, režie Guddu Dhanoa
- 2002 Shakti, režie Krishna Vamshi
- 2003 Kuch Na Kaho, režie Rohan Sippy
- 2003 Dil Ka Rishta, režie Naresh Malhotra
- 2003 Chokher Bali, režie Rituparno Ghosh
- 2003 Khakee, režie Rajkumar Santoshi
- 2004 Kyun...! Ho Gaya Na, režie Samir Karnik
- 2004 Coup de foudre à Bollywood, režie Gurinder Chadha
- 2004 Raincoat, režie Rituparno Ghosh
- 2005 Shabd, režie Leena Yadav
- 2005 Bunty Aur Babli, režie Shaad Ali
- 2005 The Mistress of Spices, režie Paul Mayedas Berges
- 2006 Umrao Jaan, režie J.P. Dutta
- 2006 Dhoom 2, režie Sanjay Gadhvi
- 2007 Guru, režie Mani Ratnam
- 2007 Provoked, režie Jag Mundhra
- 2007 Poslední legie, režie Doug Lefler
- 2008 Jodhaa Akbar, režie Ashutosh Gowariker
- 2008 Sarkar Raj, režie Ramgopal Varma
- 2009 Růžový panter 2
- 2010 Action Replayy
- 2010 Enthiran
- 2010 Guzaarish
- 2010 Raavan
- 2010 Raavanan